# Paris of the North
Pour plus de détails, voir Fiche technique et Distribution.
Paris of the North (París norðursins) est un film islando-danois-français réalisé par Hafsteinn Gunnar Sigurðsson et sorti en 2014.

## Fiche technique
- Titre original : París norðursins
- Titre français : Paris of the North
- Réalisation : Hafsteinn Gunnar Sigurðsson
- Producteur :
- Producteur exécutif :
- Producteur associé :
- Musique :
- Société de production :
- Société de distribution :
- Langue : anglais
- Durée :
- Genre :
- Dates de sortie : 
  - Islande : 2014
  - France : 25 mars 2015
  - Danemark : 11 juin 2015[1]

## Distribution
- Helgi Björnsson : Veigar